# William Brocius
William Brocius (c. 1845 – 24 de marzo de 1882), más conocido como Curly Bill Brocius, fue un pistolero, ladrón de ganado y forajido en la zona del condado de Cochise del territorio de Arizona (Estados Unidos) durante finales de la década de 1870 y principios de la de 1880. Es probable que su nombre sea un alias o un apodo, y algunas pruebas lo vinculan con otro forajido llamado William "Curly Bill" Bresnaham, quien fue condenado por un intento de robo y asesinato en 1878 en El Paso, Texas.
Tuvo muchos problemas con los sheriffs de la familia Earp y fue nombrado como una de las personas que participó en el asesinato de Morgan Earp. El alguacil Wyatt Earp y un grupo de asistentes, incluido su hermano Warren Earp, persiguió a aquellos a quienes creía responsables de la muerte de Morgan. El grupo de los Earp se encontró inesperadamente con Curly Bill y otros vaqueros el 24 de marzo de 1882 en Iron Springs (actual Mescal Springs). Wyatt mató a Curly Bill durante el tiroteo que siguió. En su diario escrito en octubre de 1881, el abogado y banquero local George Parsons se refirió a Brocius como "el forajido más famoso de Arizona".

## Llegada a Arizona
Brocius llegó al territorio de Arizona desde Texas o Misuri alrededor de 1878, y fue brevemente a la San Carlos Reservation con una manada de ganado, antes de llegar al Territorio de Arizona. 
Brocius era un forajido y un ladrón, y durante un tiempo también fue recaudador de impuestos para el alguacil del condado de Cochise Johnny Behan, haciendo que otros ladrones pagasen impuestos sobre el ganado robado (el dinero iba a las arcas del alguacil y se agregaba a su salario).[cita requerida]
Brocius era conocido por un sentido del humor mezquino cuando estaba borracho. Se informa que perpetraba "bromas pesadas" como usar disparos para hacer que un predicador "bailara" durante un sermón y hacer que los mexicanos en un baile comunitario se quitaran la ropa y bailaran desnudos. Ambos incidentes fueron reportados por el agente de Wells Fargo Fred Dodge en sus memorias, y también se mencionan en los periódicos de la época.

## Descripción
Una foto no autenticada de Brocius se exhibe en el Museo del Bird Cage Theatre en Tombstone. Los descendientes han proporcionado otras dos fotos no autenticadas de Brocius. Varios escritores que conocieron a Brocius informaron que tenía una constitución robusta, con cabello negro rizado y tez pecosa.

## Muerte de Fred White (1880)
En una juerga de borrachos, algunos de los amigos de Curly Bill estaban disparando pistolas al aire el 28 de octubre de 1880, en un terreno baldío oscuro entre las calles Toughnut y Allen de Tombstone, cerca de donde ahora se encuentra el Teatro Birdcage. El marshal de Tombstone Fred White intentó desarmar a Brocius y agarró su arma por el cañón. El arma se disparó, hiriendo a White en la ingle.: 117  Wyatt Earp había tomado prestada la pistola de Fred Dodge y golpeó a Brocius con esta. En la audiencia preliminar posterior, Wyatt testificó que había escuchado a White decir: "Soy un oficial; deme su pistola". Cuando se acercó, vio que Brocius sacaba la pistola de la funda y White la agarraba por el cañón. Dijo que rodeó a Brocius con sus brazos por detrás para ver si tenía otras armas, y White "dio una rápida sacudida y la pistola se disparó". White cayó al suelo, herido. Cuando se disparó la pistola, Wyatt golpeó con su arma a Brocius y lo arrestó. Brocius se quejó: "¿Qué he hecho? No he hecho nada por lo que me arresten".

### Brocius temeroso de ser linchado
White fue llevado a un médico e inicialmente pensaron que se recuperaría, y al día siguiente, dio una declaración que exoneró a Curly Bill del asesinato, pero esa noche la condición de White empeoró.: 117  Más tarde, Brocius afirmó que su arma se había disparado accidentalmente y, según los informes, se arrepintió de inmediato de haber disparado a White. Declaró en su juicio que no se consideraba que hubiera cometido un delito. Brocius renunció a su derecho a una audiencia preliminar, aparentemente porque temía ser linchado, ya que White era muy apreciado en el pueblo. Brocius deseaba ser trasladado a otro sitio. El alguacil Earp, del condado de Pima, y George Collins llevaron a Brocius a Tucson para su juicio.

### Brocius exonerado por la muerte de White
White murió dos días después de que Curly Bill le disparara. Antes de morir, White testificó que pensó que la pistola se había disparado accidentalmente y que no creía que Curly Bill le disparara a propósito. Wyatt Earp apoyó este testimonio (irónicamente, dada su venganza posterior contra Brocius y el resto de la pandilla de forajidos), al igual que una demostración de que la pistola de Brocius se podía disparar por accidente, y el hecho de que se había descubierto que contenía seis balas, con solo una de ellas habiendo sido disparada. Después de pasar la mayor parte de noviembre y diciembre de 1880 en la cárcel en espera de juicio, Brocius fue absuelto con un veredicto de muerte accidental.[cita requerida]
Wyatt le contó a su biógrafo John H. Flood, Jr., muchos años después, que pensó que Brocius todavía estaba armado en ese momento y no se dio cuenta de que la pistola de Brocius yacía en el suelo en la oscuridad, hasta que Brocius ya estaba en el suelo. A pesar de ser responsable de la muerte de varios otros hombres durante su vida, aparentemente a Brocius le había caído bien White[cita requerida] y sostuvo que su muerte había sido un accidente.

## Vida como forajido
Brocius fue descrito por el autor contemporáneo Billy Breakenridge, en su libro Helldorado: Bringing the Law to the Mesquite, como el pistolero más mortífero de los forajidos del condado de Cochise: "Capaz de acertar a las liebres que corren, disparar a las llamas sin romper las velas o los candeleros, y golpear monedas de veinticinco centavos entre los dedos de los voluntarios". Cuando estaba borracho, Brocius también era conocido por un sentido del humor mezquino y por tales "bromas" como usar disparos para hacer "bailar" a un predicador durante un sermón o forzar a mexicanos en un baile comunitario a quitarse la ropa y bailar desnudos. El agente de Wells Fargo Fred Dodge informó sobre ambos incidentes en sus memorias, y también fueron mencionados en los periódicos locales.

### Enfrentamiento con Dick Lloyd
El 8 de marzo de 1881, Brocius y su amigo Johnny Ringo fueron hasta Maxey, cerca de Camp Thomas, Arizona. Allí, el forajido Dick Lloyd se había emborrachado jugando al póker en el saloon de O'Neil y Franklin. Después de disparar y herir a un hombre, Lloyd montó en su caballo hasta el bar donde Brocius estaba bebiendo. Brocius y varios otros hombres resintieron la interrupción, y alrededor de una docena de ellos, incluido Brocius, dispararon y mataron a Lloyd. El propietario del lugar, llamado O'Neil, asumió la culpa y fue absuelto.: 472 

### Disparo en el rostro
El 25 de mayo de 1881, Brocius se encontraba bebiendo en Galeyville (Arizona) con su amigo Jim Wallace, un veterano de la  guerra del condado de Lincoln, y otros ocho o nueve forajidos. En un determinado momento, Wallace insultó al amigo y aliado de Brocius, el marshal adjunto de Tombstone Billy Breakenridge.  Breakenridge lo ignoró, pero Brocius se ofendió e insistió en que Wallace lo acompañara y se disculpara con Breakenridge. Brocius amenazó con matarlo y Wallace obedeció, pero luego Brocius insultó a Wallace y le anunció: "Maldito hijo de puta del condado de Lincoln, te mataré de todos modos". Wallace salió del salón y Curly Bill lo siguió. Sintiéndose amenazado, Wallace le disparó a Curly Bill, hiriéndolo en la mejilla y el cuello.
El marshal Breakenridge arrestó a Wallace, pero el tribunal dictaminó que había actuado en defensa propia. Curly Bill también pudo haber conocido a Pony Diehl por primera vez alrededor de este tiempo. Diehl estuvo implicado más adelante en varias actividades delictivas.

### Tiroteo a los hermanos Haslett
En julio de 1881, Bill Leonard y Harry Head intentaron robar la tienda general de William e Isaac Haslett en Hachita (Nuevo México). Los hermanos Haslett mataron a Leonard y Head durante el robo. Algunos investigadores modernos afirman que Brocius y Johnny Ringo viajaron a Nuevo México para vengar la muerte de sus amigos y mataron a los dos hermanos Haslett Sin embargo, no se encontraron testigos de este crimen ni de la participación de Curly Bill en la muerte de los Haslett.
Cuatro meses después de que dispararan a Brocius, el 6 de octubre de 1881, George Parsons atravesó el rancho de los hermanos McLaury en Sulphur Springs Valley como parte de un grupo de exploradores indio, y notó que Brocius aún no se había recuperado completamente de su herida, pero estaba lo suficientemente bien para montar a caballo. Por esta razón, muchos historiadores dudan de que Brocius participara en el asesinato de William e Isaac Haslett.

### Participación en la masacre de Skeleton Canyon
En julio de 1882, algunos informes dicen que Brocius tendió una emboscada a un grupo de vaqueros mexicanos en lo que se conoció como la masacre de Skeleton Canyon. Seis vaqueros fueron asesinados y el resto capturados; estos posiblemente fueron torturados y también asesinados. Curly Bill supuestamente vendió el ganado vacuno mexicano robado a Newman Haynes Clanton el siguiente mes. Cuando Clanton estaba pastoreando el ganado en el camino a Tombstone, él y otros cuatro fueron emboscados en la llamada masacre de Guadalupe Canyon y asesinado por mexicanos. No se verificaron informes de la participación de Curly Bill en estos episodios, ni se le acusó de ningún delito relacionado con estos hechos.
Brocius todavía se estaba recuperando de que Wallace le disparara en la cara solo seis semanas antes. Algunos investigadores modernos dudan de que estuviera lo suficientemente bien como para participar en estos eventos.

### Asesinato de Morgan Earp
Tras el tiroteo en el O.K. Corral el 26 de octubre de 1881, Brocius robó la diligencia de Tombstone a Bisbee el día 6 de enero de 1882, y la diligencia de Tombstone a Benson el día siguiente. El alguacil adjunto Wyatt Earp reunió una partida de hombres y cabalgó tras los forajidos, pero no pudo encontrarlos en la sierra de Chiricahua. Brocius había regresado a Tombstone para el 17 de marzo siguiente. En ese momento fue identificado por la esposa de Pete Spence, Marietta Duarte, como uno de los asesinos de Morgan Earp. El juez de paz Wells Spicer desechó su testimonio ya que se basaba en un rumor y porque se negaba a testificar contra su marido, también un forajido asociado a Brocius. A falta de pruebas, la fiscalía retiró todos los cargos contra los forajidos del grupo de Brocius. El alguacil Wyatt Earp mató al forajido Frank Stilwell en Tucson el 20 de marzo de 1882, mientras custodiaba a su hermano Virgil en ruta a California.

## Muerte en Iron Springs

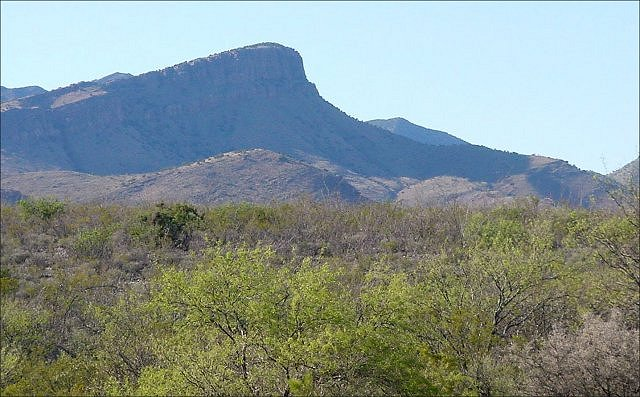
Sierras de Whetstone

El 24 de marzo de 1882, el grupo de los Earp esperaba encontrarse con Charlie Smith en Iron Springs (más tarde Mescal Springs), en las sierras de Whetstone. Smith traía dinero en efectivo de Tombstone a unas 20 millas (32,2 km) hacia el este para ayudar a pagar los gastos de la partida. Al superar el borde de un río cerca de los manantiales, tropezaron con Brocius, Pony Diehl, Johnny Barnes, Frank Patterson, Milt Hicks, Bill Hicks, Bill Johnson, Ed Lyle y Johnny Lyle, cocinando una comida junto al manantial.

### Enfrentamiento con Wyatt Earp
Según Wyatt Earp — y un reporte anónimo al The Tombstone Epitaph—, él estaba a la cabeza de la partida cuando de repente se encontraron con el campamento de los forajidos en el manantial, a menos de 30 pies (9 m) detrás de un terraplén. Los forajidos, viéndolos, comenzaron a disparar justo cuando Earp desmontaba, y por un momento pensaron que le habían acertado, pero en su lugar habían golpeado su silla de montar. Texas Jack Vermillion, cuyo caballo murió en el tiroteo, se mantuvo tranquilo bajo los disparos y estuvo cerca de Wyatt durante la pelea. Doc, Johnson y McMasters dispararon sus armas y buscaron refugio. Warren Earp estaba fuera haciendo un recado en ese momento.
Dieciocho meses antes, Wyatt Earp había protegido a Brocius contra una turba dispuesta a lincharlo por matar al marshal de la ciudad Fred White, y luego brindó un testimonio que ayudó a salvarlo de una condena por asesinato. Ahora Brocius disparaba a Earp con su escopeta desde aproximadamente 50 pies (15,2 m), sin acertarle. Earp le devolvió el fuego disparando desde su caballo con una escopeta de calibre 10 y 22 pulgadas. Mató a Brocius con una carga de perdigones en el estómago, casi cortándolo por la mitad. Brocius cayó al agua al borde del manantial.
Los forajidos dispararon varios tiros sobre los Earp, pero el fuego de los agentes de la ley fue tan intenso que los primeros se vieron forzados a huir. El abrigo largo de Wyatt Earp fue perforado por balas en ambos lados. Otra bala golpeó el talón de su bota y el cuerno de la silla de montar también fue alcanzado, quemando la piel de la silla y por poco a Wyatt. Earp disparó su pistola y le dio a Johnny Barnes en el pecho y a Milt Hicks en un brazo. Vermillion intentó recuperar su rifle encajado en la vaina debajo de su caballo caído, exponiéndose a los disparos de los forajidos. Doc Holliday lo ayudó a ponerse a cubierto. Earp tuvo problemas para volver a montar su caballo debido a un cinturón de cartuchos que se había deslizado por sus piernas. Finalmente pudo subirse a su caballo y retirarse. McMasters fue rozado por una bala que cortó las correas de sus prismáticos.
El biógrafo de Wyatt Earp, John Flood, escribió que los forajidos enterraron el cuerpo de Brocius en el rancho cercano de Frank Patterson, cerca del río Babocomari. Este lugar se encuentra cerca del sitio original del rancho McLaury, a unas 5 millas (8 km) al oeste de Fairbank (antes de que los McLaury se mudaran al valle de Sulphur Springs a fines de 1880), y se cree que originalmente perteneció a Frank Stilwell.[cita requerida] La tumba de Brocius nunca ha sido identificada.

### Acta de defunción
Fred J. Dodge, un operativo encubierto de Wells Fargo en Tombstone, preguntó a los asociados de Curly Bill sobre su muerte. Luego escribió que había hablado con "J.B. Ayers, un tabernero de Charleston, donde tenían su sede los forajidos y ladrones; me dijo que los hombres que estaban en la pelea le dijeron que Wyatt Earp mató a Curly Bill y que se llevaron el cuerpo esa noche y que lo enterraron en el rancho de Patterson en el Babocomari." El periódico Nugget de Tombstone puso una recompensa de $ 1,000 dólares por cualquier prueba de que Curly Bill estuviera vivo, y el The Tombstone Epitaph respondió con una contraoferta de $ 2,000 dólares. Ninguna de las dos recompensas fue cobrada. Brocius no era buscado por la ley en Arizona y si no estaba muerto no tenía razones para desaparecer. Tampoco era probable que regresara a Texas, donde según el recuerdo de Wyatt Earp probablemente todavía lo buscaban por asesinato.

## Otros nombres y posibles orígenes
Debido a su apodo, "Curly Bill" Brocius ha sido confundido con "Curly Bill" Graham, un forajido diferente de la misma región geográfica y período de tiempo. Graham fue asesinado en un tiroteo por el alguacil adjunto James D. Houck el 17 de octubre de 1887 y enterrado en Young (Arizona), y los historiadores no lo consideran el mismo Curly Bill de Charleston y Tombstone. Se desconocen la fecha, el nombre y lugar de nacimiento de Brocius.
En los periódicos de la época, Brocius era conocido alternativamente como "Curly Bill" y "Curley Bill". Su apellido también se ha escrito como "Brocious", aunque la primera forma (Brocius) es la que utilizaba para su entrega de correo en el Territorio de Arizona, según una carta publicada de la época.

### Orígenes en Misuri
La investigación histórica sobre la muerte de Brocius revela dos posibles identidades anteriores. Denis McLoughlin, en The Encyclopedia of the Old West, informa que Brocius era de Misuri y se llamaba William B. Graham. También afirma que Brocius formó parte de varios grupos de vaqueros en Texas y que era conocido en Kansas.

### Orígenes en Texas
Mientras se dirigía a Tucson, Brocius le pidió a Wyatt Earp que le recomendara un abogado. Como se informó en The Tombstone Epitaph:

Los hechos se conocieron de esta manera: en el camino a Tucson, Brocius le preguntó a Earp dónde podía conseguir un buen abogado. Earp le sugirió que Hereford & Zabriskie estaba considerada una buena empresa. Broscius dijo que no quería a Zabriskie, ya que lo había llevado a juicio una vez en Texas.

Wyatt investigó la historia sobre el tiempo de Brocius en Texas y se enteró de que Brocius había sido condenado por un robo en El Paso (Texas), durante el cual un hombre había sido asesinado. Zabriskie había procesado a Brocius por el crimen, y "juzgado y sentenciado a la penitenciaría, pero logró escapar poco después de ser encarcelado".
El periódico El Paso Daily Times especuló que Brocius era el hombre al que el ranger de Texas Thomas Mode había disparado en la oreja derecha.
Investigadores modernos han vinculado a Brocius con un hombre conocido como William "Curly Bill" Bresnaham, que fue condenado en un intento de robo en Texas en 1878, junto con otro conocido forajido de la zona de Tombstone llamado Robert Martin. Los hombres fueron declarados culpables y condenados a cinco años de prisión, pero ambos escaparon, presumiblemente al suroeste del territorio de Arizona. Dado que tanto Robert Martin como Curly Bill se hicieron conocidos como líderes de los bandidos en el territorio de Arizona, es probable que sean los mismos Robert Martin y Curly Bill del crimen de Texas.
Según el historiador Robert M. Utley, Robert Martin era miembro de la pandilla de forajidos de Jesse Evans en Nuevo México entre mediados y fines de la década de 1870. Billy the Kid se unió brevemente a este grupo antes de ir a trabajar para John Tunstall. La pandilla de Evans, una agrupación informal conocida como "The Boys", terminó luchando contra los "Reguladores" durante la Guerra del condado de Lincoln. Debido al período de tiempo, la ubicación y su amistad con Martin, Curly Bill Brocius también pudo haber sido miembro de la pandilla de Evans.

## Representaciones en cine y televisión
- Brocius es interpretado por Joe Sawyer en la película Frontier Marshal (1939).
- Brocius es interpretado por Edgar Buchanan en la película Tombstone, the Town Too Tough to Die (1942).
- Brocius no aparece en la película My Darling Clementine (1946)
- William Phipps interpreta a Brocius en 16 episodios, entre 1956 y 1961, de la serie de wéstern de ABC y Desilu The Life and Legend of Wyatt Earp, con Hugh O'Brian en el papel de Wyatt Earp. Uno de los episodios, "Let's Hang Curly Bill", cuenta la historia de un viejo alguacil, Fred White (Sam Flint), quien es herido de muerte cuando le quita el arma a un borracho Curly Bill, que está celebrando su cumpleaños en un salón de Tombstone. Una muchedumbre exige que se ahorque a Curly Bill, pero Earp pone dinamita debajo de la calle principal para proteger a su prisionero hasta el juicio. Earp debe defender a Curly Bill en la corte porque White provocó accidentalmente que se disparara el arma de Curly; White firma una declaración antes de su muerte dando fe de las circunstancias de la tragedia.[20]
- Robert Foulk interpreta a Brocius en tres episodios de la serie wéstern Tombstone Territory: "Gunslinger from Galeville", "Ride Out at Noon" y "Skeleton Canyon Massacre" (1957-1958).[21]
- Harry Bellaver interpretó a Brocius en el episodio "Bad Gun", emitido en 1959, de la serie Wanted Dead or Alive.[22]
- Jon Voight interpretó a Brocius en la película Hour of the Gun (1967).
- Robert Yuro interpretó a Brocius en el episodio "A Mule ... Like the Army's Mule" (emitido el 5 de octubre de 1968) de la serie de antología Death Valley Days, presentada por Robert Taylor, y también protagonizada por Sam Melville como el teniente Jason Beal y Luke Halpin como Sandy King, el miembro más joven de la pandilla de Brocius en ese momento.[23]
- Wes Hudman había interpretado antes a Brocius en el episodio de 1955 "Death and Taxes" de la serie Death Valley Days, presentada por Stanley Andrews. En el episodio, el alguacil novato Bud Payson (Wayne Mallory), mientras trata de conquistar a la hija del sheriff, June (Eve Brent), enlista a Curly Bill Brocius para que lo ayude a recolectar impuestos a la propiedad  de un gran área del Valle de la Muerte que hasta ese momento no pagaba impuestos.[24]
- Powers Boothe interpreta a Brocius en la película Tombstone, de 1993, protagonizada por Kurt Russell como Wyatt Earp. Esta película toma gran influencia del libro de Breakenridge Helldorado.
- Lewis Smith interpreta a Brocius en la película Wyatt Earp (1994), protagonizada por Kevin Costner en el papel de Earp.